# Xdeal
Pour plus de détails, voir Fiche technique et Distribution.
Xdeal est un film dramatique philippin réalisé par Lawrence Fajardo, sorti en 2011. 

## Fiche technique
- Titre : Xdeal / X-Deal
- Réalisation : Lawrence Fajardo
- Scénario : Jimmy Flores
- Musique : Jobin Ballesteros
- Production :
- Sociétés de production : Viva Digital, ALV Entertainment Network
- Sociétés de distribution :
- Pays d’origine :  Philippines
- Budget :
- Langue : Filipino, tagalog
- Durée : 90 minutes (1 h 30)
- Format :
- Genre : Film dramatique
- Dates de sortie
  -  Philippines : 7 septembre 2011

## Distribution
- Jamilla Obispo : Dana
- Paloma Esmeria : Sarah
- Jon Hall : Billy
- Archie Adamos : l'agent PDEA
- Bex Padilla : la mère de Dana
- Rolando Inocencio : le bailleur
- Cisko Ibanez : Toto